# Jewhen Solunskyj
Jewhen Solunskyj (ukrainisch Євген Солунський, wiss. Transliteration Jevhen Solunsʹkyj; * 13. Juni 1959; † 5. Dezember 1990 in Charkiw) war ein sowjetischer Eisschnellläufer.

## Werdegang
Solunskyj, der für den Avangard Charkiw startete, wurde in den Jahren 1977 sowie 1979 sowjetischer Juniorenmeister im Kleinen Vierkampf und im Jahr 1981 sowjetischer Meister im Großen Vierkampf. International trat er bei den Juniorenweltmeisterschaften 1979 in Grenoble in Erscheinung, wo er den 12. Platz im Kleinen Vierkampf errang. In der Saison 1979/80 kam er bei der 3-Bahnen-Tournee in Inzell auf den dritten Platz im Sprint-Mehrkampf und bei seiner einzigen Teilnahme an Olympischen Winterspielen in Lake Placid auf den neunten Platz über 1500 m. In den folgenden Jahren belegte er bei der Mehrkampfweltmeisterschaft 1981 in Oslo den 20. Platz und bei der Mehrkampfeuropameisterschaft 1982 in Oslo den zehnten Rang im Großen Vierkampf.

## Erfolge

### Olympische Spiele
- 1980 Lake Placid: 9. Platz 1500 m

### Mehrkampf-Weltmeisterschaften
- 1981 Oslo: 20. Platz Großer Vierkampf

### Mehrkampf-Europameisterschaften
- 1982 Oslo: 10. Platz Großer Vierkampf

## Persönliche Bestleistungen
| Disziplin | Zeit         | Datum             | Ort    |
| --------- | ------------ | ----------------- | ------ |
| 500 m     | 38,66 s      | 29. Dezember 1980 | Almaty |
| 1000 m    | 1:17,85 min  | 28. März 1980     | Almaty |
| 1500 m    | 1:57,10 min  | 29. März 1979     | Almaty |
| 3000 m    | 4:12,92 min  | 16. Januar 1982   | Davos  |
| 5000 m    | 7:06,43 min  | 5. Januar 1981    | Almaty |
| 10.000 m  | 14:49,91 min | 6. Januar 1981    | Almaty |